# Challiho
Der Challiho ist ein starker Südwind, der in manchen Teilen Indiens hauptsächlich im Frühjahr auftritt. Der Challiho kündigt oft den in den Sommermonaten vorherrschenden Südwestmonsun an. Der Challiho kann Staubstürme auslösen.